# Карлквист, Ингрид
Ингрид Кристина Карлквист (швед. Ingrid Carlqvist; родилась 9 ноября 1960 года) — шведская журналистка, а ныне писатель и политический обозреватель, которая много писала о влиянии массовой иностранной иммиграции и политики левого толка на шведское общество.

## Ранние годы
Карлквист родилась 9 ноября 1960 года в городке Вантёрс и выросла в Хельсингборге. Она училась в Школе журналистики в Гётеборге.

## Карьера
Она работала журналистом в Kvällsposten / IDag и Punkt, se.
В начале своей карьеры Карлквист была основной журналисткой нескольких хорошо известных газет и журналов в Швеции, однако примерно в 2005 году она заинтересовалась тем, что она считала социальными проблемами, которые развивались в Швеции из-за внешней иммиграционной политики шведского правительства, и начала выпускать статьи на эту тему. В 2009 году она была уволена из журнала Villaliv, а в 2011 году она была уволена из газеты Barometern за статью, которую она написала для публикации в защиту шведских демократов, национальной консервативной политической партии.
В июле 2012 года она основала бюллетень на шведском языке Dispatch International с Ларсом Хедегаардом, который был распространен шведскими демократами в рамках своей избирательной кампании. Общая тема публикации была критической по отношению к исламу, и её заявленная цель заключалась в том, чтобы «сообщать о том, чего не сообщалось» в основных шведских СМИ в отношении массовой иммиграции из третьего мира в шведское общество.
Она работала в Институте Гатестоне до 2016 года. В феврале 2017 года она работала в качестве сотрудника телеканала Fox News.
В политике Великобритании она поддержала Энн Мари Уотерс на выборах лидера Партии независимости Великобритании 2017 года, которые заняли второе место.
Адвокатской конторой «Надежда, а не ненавесть» Карлквист была признана как участвующий в отрицании Холокоста. Об этом писали газеты The Observer и New Statesman.

## Личная жизнь
Она является членом Народного Собрания Асатру.

## Публикации
- «Из Швеции в Абсурдистан» (2018). (Текст на шведском языке).